# Batalla de Stanhope Park
La batalla de Stanhope Park fue un combate de la primera guerra de Independencia de Escocia que se libró la noche del 3 al 4 de agosto de 1327. Los escoceses a las órdenes de James Douglas llevaron a cabo una incursión en Weardale y Roger Mortimer, acompañado por el recién coronado Eduardo III en su primera campaña, acaudilló un ejército para expulsarlos. Douglas dirigió, entre otras maniobras, un ataque al campamento inglés, con dos mil soldados de caballería, y casi logró matar al monarca inglés.

## Los primeros movimientos
A principios de junio de 1327, existía una tregua entre Inglaterra y Escocia, pero estaba claro que no iba a durar; las negociaciones para prolongarla se rompieron. El 15 de junio, las fuerzas escocesas cruzaron la Marca Occidental inglesa. Un ejército inglés, que incluía un numeroso contingente de mercenarios procedentes de Henao (entre los que se encontraba el cronista Jean le Bel), salió de York el 1 de julio para contraatacar invadiendo Escocia. Para el 15 de julio, había llegado a Durham. Allí descubrió, por el humo de granjas quemadas en los alrededores, que una segunda fuerza escocesa había penetrado en la Marca Oriental inglesa y estaba cerca.
El ejército inglés buscó a los escoceses, pero no pudo encontrarlos por la ventaja que le sacaban. Por ello, los ingleses cambiaron de táctica y, en lugar de tratar de alcanzarlos, decidieron interceptar al ejército escocés a su regreso a Escocia. En consecuencia, marcharon a Haydon, donde cruzaron el río Tyne, y acamparon al otro lado, el 20 de julio. Allí se quedaron esperando a los escoceses una semana. Sin embargo, tras este tiempo, se dieron cuenta de que tendrían que buscarlos. Se envió un grupo de exploradores a encontrarlos mientras el grueso del ejército se dirigía de nuevo hacia el sur. El 30 de julio, llegó con noticias uno de los exploradores, Thomas Rokesby, que había sido capturado por los escoceses mientras buscaba su posición. Los escoceses lo habían liberado a condición de que cabalgase de vuelta y dirigiera al ejército inglés hacia ellos. Los ingleses, guiados por Rokesby, marcharon hacia ellos y los localizaron cerca de Stanhope en Durham.

## La posición escocesa
Los escoceses habían fortificado una sólida posición en la orilla del río Wear. Resultaba inexpugnable para el ejército inglés, por lo que este trató de atraer a los escoceses a campo abierto mediante escaramuzas de tanteo con peones y arqueros. Douglas les envió el mensaje de que se mantendría en la posición tanto como quisiera. Esta situación se prolongó durante tres días. La noche del 2 al 3 de agosto, los escoceses trasladaron el campamento a un lugar cercano, en una posición más ventajosa, dentro de Stanhope Park. Los ingleses mudaron a su vez el suyo a una posición más cercana al nuevo campamento enemigo.

## Ataque nocturno
En la noche del 3 al 4 de agosto, Douglas dirigió un ataque nocturno sobre el campamento inglés. Douglas alcanzó la tienda del rey Eduardo III, que se había desplomado con él dentro; a punto estuvo de ser capturado. Varios cientos de ingleses fueron sorprendidos y perecieron en la lid. Tras esta incursión, los ingleses hubieron de reforzar la vigilancia los días sucesivos. La noche del 6 al 7 de agosto, el ejército escocés levantó el campo sigilosamente y se retiró a Escocia. Los ingleses no los persiguieron.

## Consecuencias
Aunque no decidió la suerte de los combates, la campaña del Weardale fue un éxito estratégico para los escoceses. Su anticipación al invadir territorio inglés impidió el ataque a Escocia de un ejército inglés más poderoso que el suyo. Sus tácticas de desgaste causaron «gran humillación, deshonra y escarnio» a los ingleses. El impacto político de la campaña fue mucho mayor que el militar. La campaña había sido económicamente ruinosa para los ingleses: sobrepasó las setenta mil libras, siendo tan solo el coste de los mercenarios de Henao de unas cuarenta y un mil. Incapaces de recaudar tal cantidad de dinero de nuevo para mantener un ejército con el que resistir otra incursión escocesa, en 1328 los ingleses se vieron obligados a negociar y acabaron firmando el Tratado de Edimburgo-Northampton, en el que reconocían el derecho al trono de Escocia de Roberto Bruce y en el que desistían en la reclamación de someter a vasallaje a los monarcas de Escocia.